# Craugastor talamancae
Craugastor talamancae är en groddjursart som först beskrevs av Dunn 1931.  Craugastor talamancae ingår i släktet Craugastor och familjen Craugastoridae. IUCN kategoriserar arten globalt som livskraftig. Inga underarter finns listade i Catalogue of Life.